# Kirsten Ebbensgaard
Kirsten Ebbensgaard (født 1. marts 1939 i Hellerup) er en dansk politiker, der fra 1990 til 1997 var amtsborgmester i Frederiksborg Amt, valgt for Det Konservative Folkeparti. Fra 1982 til 1986 var hun borgmester i Frederiksværk Kommune.
Ebbensgaard er student fra Akademisk Studenterkursus og var allerede forinden bankuddannet i Kjøbenhavns Handelsbank. Hun arbejdede derefter som fuldmægtig i Sparekassen SDS. 
Sin politiske karriere begyndte hun, da hun i 1975 blev medlem af kommunalbestyrelsn i Frederiksværk.
Ved siden af sit politiske virke har hun bl.a. været formand for Rådet for Større Færdselssikkerhed og vicepræsident for den europæiske trafiksikkerhedsorganisation La Prevention Routière Internationale. Hun har desuden været bestyrelsesmedlem i bl.a. Danmarks Statistik og Louisiana. I dag er hun frivillig i Kræftens Bekæmpelse og bestyrelsesmedlem for Arresødal Hospice. 
Gennem flere år har hun desuden været medlem af Rigsretten. 1998 blev hun Ridder af Dannebrog.
Hun er gift med cand.oecon. Niels Jørgen Ebbensgaard (f. 1931 d. 2015), der er tidligere økonomidirektør på Stålvalseværket.